# Autoserica sericina
Autoserica sericina är en skalbaggsart som beskrevs av Frey 1972. Autoserica sericina ingår i släktet Autoserica och familjen Melolonthidae. Inga underarter finns listade.